# Caccobius curvicornis
Caccobius curvicornis är en skalbaggsart som beskrevs av Walter och Yves Cambefort 1977. Caccobius curvicornis ingår i släktet Caccobius och familjen bladhorningar. Inga underarter finns listade.